# Waleri Wladimirowitsch Kleschnjow
Waleri Wladimirowitsch Kleschnjow (russisch Валерий Владимирович Клешнёв, auch bekannt als Valery Kleshnev; * 15. Oktober 1958 in Leningrad, Sowjetunion) ist ein ehemaliger sowjetischer Ruderer und olympischer Silbermedaillengewinner.
Kleschnjow begann seine internationale Ruderkarriere als 17-Jähriger mit einer Teilnahme bei den Junioren-Weltmeisterschaften im kanadischen Montreal, wo er im Doppelvierer eine Goldmedaille gewann. Im Folgejahr ruderte er im Einer bei der Nachwuchs-WM in Österreich auf den vierten Rang. Im Jahr 1980 war er Mannschaftsmitglied des sowjetischen Doppelvierers bei den Olympischen Sommerspielen in Moskau. Gemeinsam mit Juryj Schapotschka, Jewgeni Barbakow und Mykola Dowhan gewann er bei der olympischen Ruderregatta die Silbermedaille hinter der Auswahl der DDR. Zwei Jahre später belegte er bei den Ruder-Weltmeisterschaften 1982 im Doppelvierer mit Wiktor Rudakowitsch, Wladimir Koldyschkin und Alexander Sdrawomyslow den Bronzerang. Er beendete seine Laufbahn im Jahr 1986, nachdem er insgesamt vier nationale Meistertitel im Einer, Doppelzweier und Doppelvierer gewonnen hatte.
Nach seiner aktiven Laufbahn als Sportler wurde Kleschnjow Sportwissenschaftler, im Jahr 1991 wurde er am Saint Petersburg Research Institute for Physical Culture promoviert. Er arbeitete später als Biomechaniker sieben Jahre lang mit dem australischen Rudernationalteam am Australian Institute of Sport. Von 2005 bis 2009 besetzte er eine ähnliche Position im britischen Verband British Rowing. Er führt unterdessen die Firma BioRow, mit der er Ruder-Nationalmannschaften weltweit berät, und publiziert im Gebiet der Biomechanik des Rudersports.